# Rourea minor
Rourea minor är en tvåhjärtbladig växtart som först beskrevs av Joseph Gaertner, och fick sitt nu gällande namn av Arthur Hugh Garfit Alston. Rourea minor ingår i släktet Rourea och familjen Connaraceae. Inga underarter finns listade i Catalogue of Life.